# 織田重治 (長兵衛尉)
織田 重治（おだ しげはる）は、安土桃山時代から江戸時代にかけての武士。通称は長兵衛尉。

## 略歴
織田信長の六男・織田信秀の長男として誕生した。幼名は忠三郎。父・信秀の没年が文禄年間とされること、母が稲葉貞通の娘・玉雲院であることから、天正13年（1585年）以降の天正年間、文禄年間の誕生と思われる。
元服、結婚した時期は不明。官位、所領についても伝不詳。理由はわからないが、父の遺領を相続しなかった。正室織田氏は後に地下家の壬生官務忠利に再嫁している。

## 系譜
- 父：織田信秀
- 母：玉雲院 - 稲葉貞通娘
- 正室：織田信貞長女 - 後、離縁
- 生母不明の子女
  - 男子：織田長介 - 平兵衛
  - 女子

娘は「加賀にて御上臈となった」とされる（「織田家雑録」）。